# Joséphine-Fernande de Bourbon
Joséphine-Fernande de Bourbon, née à Aranjuez en 1827 et morte à Neuilly-sur-Seine le 10 juin 1910, est une infante d'Espagne jusqu'à son mariage morganatique en 1848.

## Biographie
Joséphine-Fernande de Bourbon est née au Palais Royal d'Aranjuez le 25 mai 1827, baptisée au lendemain de sa naissance sous les noms de Josefa Fernanda. Son surnom est Pepita.
Elle est la fille de l'infant François de Paule de Bourbon et de son épouse, l'infante Louise-Charlotte de Bourbon-Siciles. Ses grands-parents sont, du côté paternel, le roi Charles IV d'Espagne et la reine Marie-Louise de Bourbon-Parme, et du côté maternel le roi François Ier des Deux Siciles et l'infante Marie-Isabelle d'Espagne. Elle est la nièce du roi Ferdinand VII. 
Le 4 juin 1848, elle se marie en secret avec le poète cubain José Güell y Renté et perd de ce fait la dignité d'infante d'Espagne. Ils sont bannis de la cour et doivent s'exiler en France pendant quatre ans. C'est le général Narváez qui a proposé à la reine Isabelle II la perte de ses honneurs, qu'elle récupère en 1855 lors du pardon de la reine. Le couple a trois enfants. 
De retour en Espagne, le couple s'établit à Valladolid. Son époux tente sans succès d'être élu député en 1851 et 1853. L'infante participe au mouvement révolutionnaire progressiste de 1854. Son mari fait d'ailleurs partie des cours constituantes de 1854.
Joséphine-Fernande de Bourbon meurt à Paris le 10 juin 1910. Elle enterrée au cimetière de Montmartre.

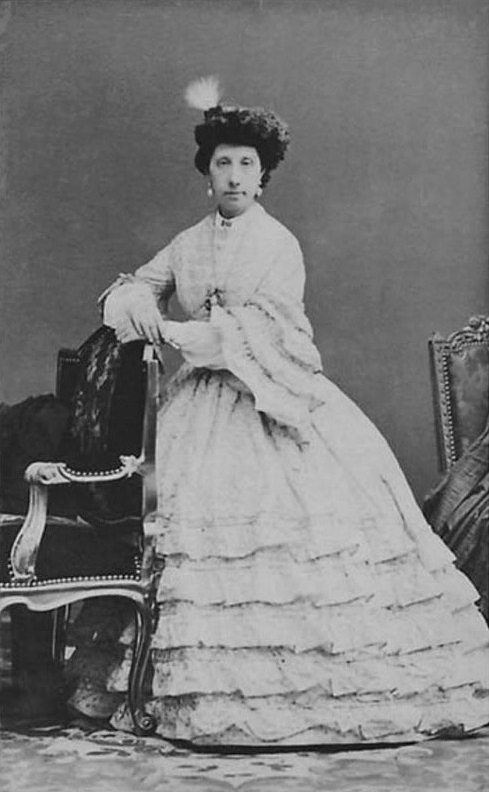
L'infante Joséphine-Fernande photographiée par Eugène Disdéri.